# إيفرت كينت
إيفرت كينت (بالإنجليزية: Everett Kent) هو محامي وسياسي أمريكي، ولد في 15 نوفمبر 1888 في الولايات المتحدة، وتوفي في 13 أكتوبر 1963 في بيت لحم في الولايات المتحدة. حزبياً، نشط في الحزب الديمقراطي. وقد انتخب عضو مجلس النواب الأمريكي.